# Atemnosiphon
Atemnosiphon es un género monotípico de plantas  perteneciente a la familia Thymelaeaceae. Su única especie:  Atemnosiphon coriaceus , es originaria de Madagascar donde se encuentra en las provincias de Antananarivo, Antsiranana, Fianarantsoa, Mahajanga, Toamasina y Toliara.

## Taxonomía
Atemnosiphon coriaceus fue descrita por (Leandri) Jacques Désiré Leandri y publicado en Notulae Systematicae. Herbier du Museum de Paris 13: 44, en el año 1947. (Jun 1947)
Sinonimia
- Lasiosiphon coriaceus Leandri basónimo[2]